# Vacanță de Crăciun
Vacanță de Crăciun (Christmas Holiday) este un film noir de Crăciun american din 1944 regizat de Robert Siodmak. În rolurile principale joacă actorii Deanna Durbin, Gene Kelly și Richard Whorf..

## Prezentare
Un soldat ascultă cum o cântăreață de cabaret povestește despre fosta ei căsătorie cu un criminal condamnat.

## Distribuție
- Deanna Durbin ca Abigail Manette
- Gene Kelly ca Robert Manette
- Richard Whorf ca Simon Fenimore
- Dean Harens ca Charlie Mason
- Gladys George ca Valerie de Merode
- Gale Sondergaard ca Mrs. Manette
- David Bruce ca Gerald Tyler
- Oliver Blake ca Secretarul Apărării (nemenționat)
- Richard Davies ca Locotenent  (nemenționat)
- George Irving ca Judecător (nemenționat)[2][3]

### Streaming-uri audio
- Christmas Holiday la Lux Radio Theater, 17 sept. 1945